# Futurology
Futurology is het twaalfde studioalbum van de Welshe alternatieve rockband Manic Street Preachers uit 2014.

## Overzicht
Het terugkerende thema van het album is een fascinatie met Europa. Op muzikaal gebied is het album ruiger dan het vorige album, Rewind the Film, en meer in de trend van The Holy Bible en Journal for Plague Lovers met invloeden van krautrock.

## Tracks
| Nr. | Titel                         | Duur |
| --- | ----------------------------- | ---- |
| 1.  | Futurology                    | 3:05 |
| 2.  | Walk Me to the Bridge         | 3:14 |
| 3.  | Let's Go to War               | 2:58 |
| 4.  | The Next Jet to Leave Moscow  | 3:23 |
| 5.  | Europa Geht Durch Mich        | 3:24 |
| 6.  | Divine Youth                  | 3:22 |
| 7.  | Sex, Power, Love and Money    | 3:13 |
| 8.  | Dreaming a City (Hughesovka)  | 4:39 |
| 9.  | Black Square                  | 4:07 |
| 10. | Between the Clock and the Bed | 3:35 |
| 11. | Misguided Missile             | 4:19 |
| 12. | The View from Stow Hill       | 4:08 |
| 13. | Mayakovsky                    | 3:38 |